# Oedignatha indica
Ne doit pas être confondu avec Oedignatha indica (Reddy & Patel, 1993).
Espèce
Synonymes
- Castianeira indica Tikader, 1981

Oedignatha indica est une espèce d'araignées aranéomorphes de la famille des Liocranidae.

## Distribution
Cette espèce est endémique du Maharashtra en Inde.

## Description
La femelle holotype mesure 5,30 mm.

## Étymologie
Son nom d'espèce lui a été donné en référence au lieu de sa découverte, l'Inde.

## Systématique et taxinomie
Cette espèce a été décrite sous le protonyme Castianeira indica par Tikader en 1981. Elle est placée dans le genre Oedignatha par Sankaran, Caleb et Sebastian en 2019.

## Publication originale
- Tikader, 1981 : Studies on spiders of the genus Castianeira Keyserling (Family: Clubionidae) from India. Bulletin of the Zoological Survey of India, vol. 4, p. 257-265.